# Марья-Шелека
Марья-Шелека — пресноводное озеро на территории Костомукшского городского округа Республики Карелии.

## Общие сведения
Площадь озера — 8,6 км², площадь водосборного бассейна — 1100 км². Располагается на высоте 104,4 метров над уровнем моря.
Форма озера лопастная, продолговатая: оно вытянуто с северо-востока на юго-запад. Берега изрезанные, каменисто-песчаные, преимущественно возвышенные.
Через озеро протекает река Судно, впадающая в озеро Верхнее Куйто.
В губу Келталакши в юго-восточной оконечности озера впадает река Келтайоки.
В озере расположено не менее шести небольших безымянных островов.
Код объекта в государственном водном реестре — 02020000811102000004111.